# Evangelische Kirche Berge (Hamm)

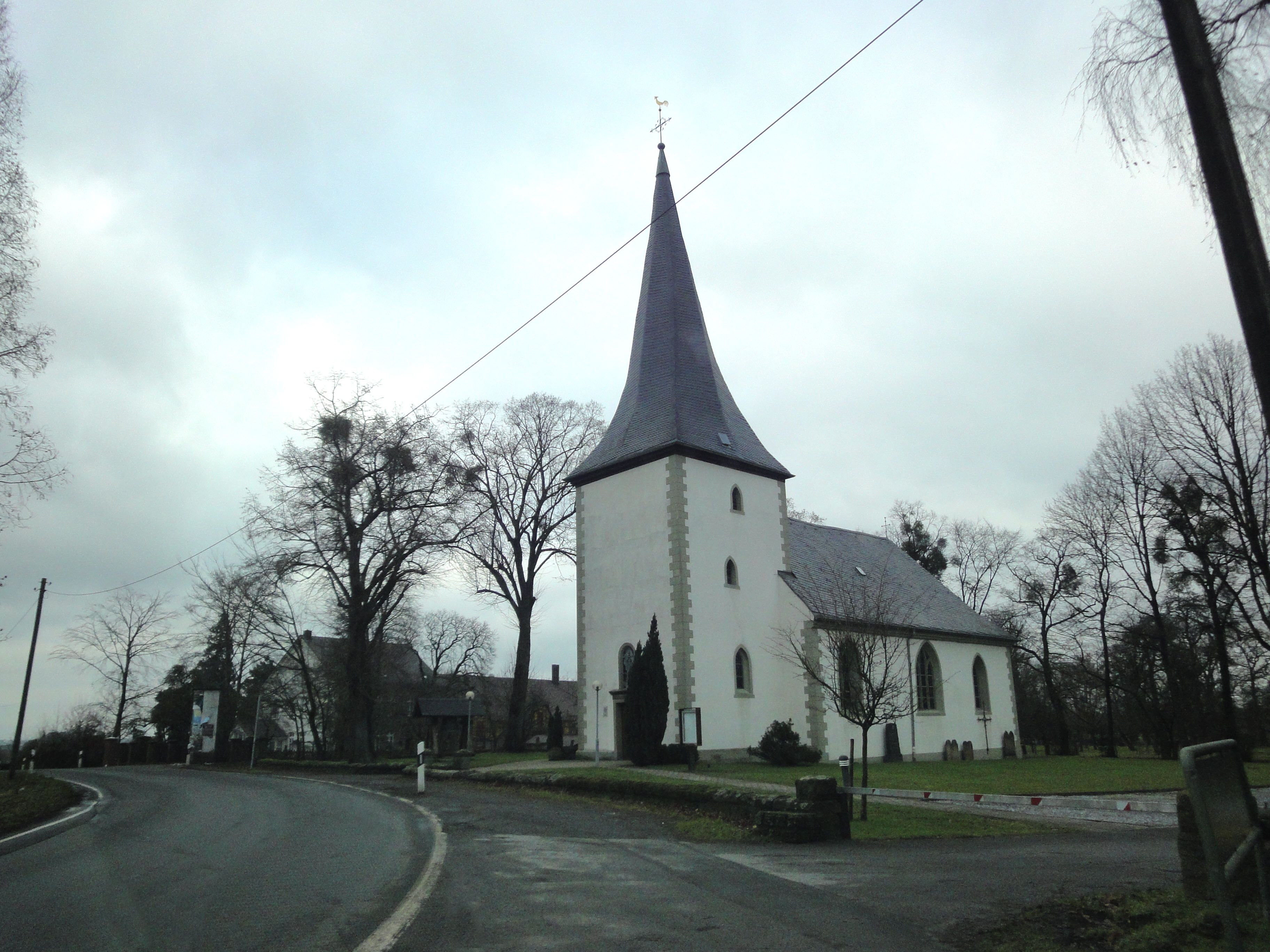
Kirche Berge (Rhynern)

Die denkmalgeschützte Evangelische Kirche Berge steht in Berge, einem Ortsteil der kreisfreien Stadt Hamm in Nordrhein-Westfalen (Stadtbezirk Hamm-Rhynern). Sie gehört zur Emmaus-Kirchengemeinde im Kirchenkreis Hamm der Evangelischen Kirche von Westfalen.

## Beschreibung
Die spätbarocke Saalkirche mit einem Langhaus aus drei Jochen wurde 1782 unter Verwendung des Kirchturms des spätgotischen Vorgängers erbaut, beide sind mit Ecksteinen versehen. Der Kirchturm im Westen, in dessen Glockenstuhl eine Kirchenglocke von 1519 hängt, wurde mit einem achtseitigen Knickhelm bedeckt. 
Der Innenraum des Langhauses ist mit einem Tonnengewölbe überspannt, das auf einem Gesims sitzt. Aus dem Vorgängerbau haben sich das Taufbecken von 1687 und ein Sakramentshaus aus dem späten 15. Jahrhundert erhalten, das eine Kreuzigungsgruppe zwischen Fialen enthält. Die Kanzel wurde erst 1796 aufgestellt.